# Monument al Mestre Clavé
|  | Aquest article tracta sobre el monument a l'Hospitalet. Vegeu-ne altres significats a «Monument a Josep Anselm Clavé (desambiguació)». |

El Monument al Mestre Clavé és una escultura pública academicista de l'Hospitalet de Llobregat (Barcelonès) inclosa a l'Inventari del Patrimoni Arquitectònic de Catalunya.

## Descripció
Monòlit de granit de forma prismàtica de 3,5 metres d'alçada. Als dos costats del prisma hi ha dos plafons folrats de rajoles de fang cuit que incorporen dos relleus amb cantaires corals. Les imatges estan esculpides en alt relleu i les figures s'obren en ventall, reforçant la idea de cor. A dalt hi ha un angelet de fang cuit amb un ram de llorer.
L'escultor va practicar un tipus d'escultura equilibrada i classicista que es podria incloure dins el denominat noucentisme de postguerra.
Consta d'una estructura principal de prisma de granit damunt la qual hi ha l'escultura d'un nen amb una estrella al front amb lira i llorer. A cada costat hi ha dos cossos de prisma triangular amb plafons de terracota amb la representació de cantaires d'un cor. Tot plegat damunt una peanya hexagonal.
Mostra diferents inscripcions; a la part del davant, la dedicatòria: "L'Hospitalet de Llobregat a J. Anselm Clavé 1824-1894, i a la part del darrere: "L'univers, l'Aurora, la Joventut, els Antics, els Callats, els Pilotaires, els Rossinyols, els Torrassencs. Homenatge de les societats corals de la ciutat", presidides per l'estendard de la que fou la primera de totes, la S.C el Llobregat, fundada l'any 1851.

## Història
A l'Hospitalet hi va arribar a haver unes deu corals claverianes. L'any 1954 s'erigí aquest monument dedicat a J. Anselm Clavé, realitzat per Rafael Solanic i Balius.
Va ser inaugurat el 12 de desembre del 1954 i se'n va fer una reconstrucció l'any 1980.